# Mikola Tutkovski
Mikola Tutkovski   (Lípovets, 5 de febrer de 1857 (Julià) - Kíiv, 15 de febrer de 1931), nom complet amb patronímic
Nikolai Apol·lónovitx Tutkovski, rus: Николай Аполлонович Тутковский o també Mikola Apol·lònovitx Tutkovski, ucraïnès: Микола Аполлонович Тутковський fou un pianista i compositor rus i ucraïnès. Era germà del geòleg Pàvel Apol·lónovitx Tutkovski.
Es va distingir com a concertista de piano. Professor del Conservatori de Sant Petersburg fins a l'any 1890, el 1893 fundà una Escola de Música a Kíev que dirigí fins al 1928.
Va compondre diverses obres per a orquestra, entre elles una Simfonia i els poemes simfònics Pensée élégiaque i Bachanale bohèmienne, nombroses obres per a piano, cançons i un Tractat pràctic d'harmonia.